# Adiós al séptimo de línea (serie de televisión)
Adiós al Séptimo de Línea es una miniserie emitida por Mega en 2010. Basada en la novela épica homónima, escrita por el iquiqueño Jorge Inostrosa Cuevas en 1955, cuenta las aventuras de la espía chilena Leonora Latorre durante la Guerra del Pacífico y la de varios personajes chilenos de la guerra, en especial a un regimiento que le da el título a la novela y a la serie. La trama combina personajes y hechos reales con otros ficticios por temas argumentales.
Ha sido una de las series más costosas de la televisión chilena.

## Historia
La historia tiene como personajes principales a Leonora Latorre, una joven aristócrata que se convierte en espía chilena en Perú durante los años previos a la guerra; Alberto Cobo, su novio perdido en la Antofagasta boliviana, por estar en una Sociedad Patriótica que reivindica el territorio para Chile, aunque logra volver a su tierra, luego de la declaración de guerra se une al ejército chileno; y Manuel Rodríguez, un explorador del ejército y que también tendrá una relación con Latorre.
El resto de los personajes pertenecen al servicio de espionaje chileno, y a los políticos de la época, pero principalmente al Regimiento 7.º de Línea "Esmeralda" creado luego del Combate Naval de Iquique el 21 de mayo de 1879, que se denomina Esmeralda por el buque chileno hundido en esa batalla. Este regimiento formado por los hijos de las familias más importantes de Chile, reclama ser denominado como el séptimo regimiento de línea de Chile, según la forma de nombrar a los ejércitos en la época.

## Elenco
- Fernanda Urrejola como Leonora Latorre / Elena Alzerreca.
- Nicolás Saavedra como Alberto Cobo.
- Matías Stevens como Manuel Rodríguez Ojeda.
- Hernán Romero como General Juan Buendía.
- Ximena Rivas como Elcira Carrasco.
- Erto Pantoja como Roberto Rodríguez.
- Dayana Amigo como Clementina Cobo.
- Marcial Tagle como Patricio Lynch.
- Rodrigo Muñoz como Gaspar Acosta.
- Pablo Striano como José Abelardo Núñez.
- Íñigo Urrutia como  Alberto del Solar.
- Francisco Rodríguez como Rafael Torreblanca.
- Fernando Gómez Rovira como Ceferino Román.
- Ariel Levy como Teniente Arce.
- Edgardo Bruna como Joaquín Godoy.
- Jaime Vadell como Presidente Aníbal Pinto.
- Andrés Skoknic como Ministro Rafael Sotomayor.
- José Secall como Antonio Latorre.
- José Luis Aguilera como Salvador Reyes.
- Nelson Brodt como Pedro Nolasco Videla.
- Jaime Hanson como Adolfo Holley.
- Hugo Medina como Santiago Amengual.
- Mauricio Diocares como Teniente Roberto Barraza.
- Nicolás Alonso como Ignacio Carrera Pinto.
- Santiago Meneghello com José Antonio Echeverría.
- Diego Casanueva como José María Pinto.
- Elvis Fuentes como Comandante Martínez.
- Sergio Hernández como General Manuel Baquedano.
- Jorge Denegri como Teniente Suárez.
- Andrés Waas como Teniente Vergara.
- Sebastián Arrigorriaga como Martiniano Santa María.
- Rodrigo Lisboa como Arturo Prat.
- Ariel Mateluna como Arturo Pérez Canto.
- Juan Pablo Miranda como Gastón Dupré.
- Alejandro Goic como Antonio Varas.
- Camila López como Margarita Collins.
- Jorge Rodríguez como Eleuterio Ramírez.
- Ernesto Gutiérrez como Toribio Jerez.
- Patricio Andrade como Cura Gómez.
- José Domingo Peñafiel como Domingo Santa María.
- Gonzalo Ruminot como Erasmo Escala.
- Sergio Gajardo como Gumercindo Ipinza.
- José Manuel Palacios como Luis Cruz Martínez.
- Felipe Álvarez como Julio Montt Salamanca.
- Eduardo Burlé como Juan Williams Rebolledo.
- Nicolás Bastías como Benjamín Vicuña Mackenna.
- Jorge Alís como Roque Sáenz Peña.
- Hernán Vallejo como Basilio Urrutia.
- Gilda Maureira como supuesta Generala Buendía.